# Massacre de Tsuyama

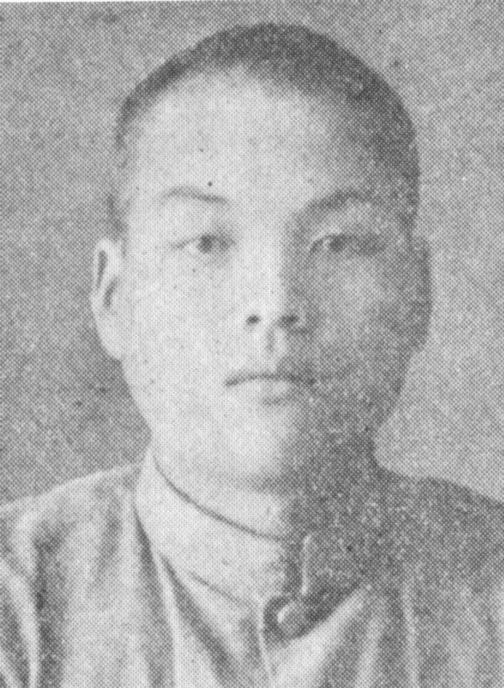
Mutsuo Toi, 21 ans, le responsable du massacre de Tsuyama.

Le massacre de Tsuyama (津山事件, Tsuyama jiken) est une série de meurtres qui se déroula le 21 mai 1938 dans le petit village de Kaio près de la ville de Tsuyama au Japon.
Mutsuo Toi (都井 睦雄, Toi Mutsuo), un jeune homme de 21 ans, tua trente personnes, dont sa grand-mère, avec un fusil de chasse, un sabre japonais (katana) et une hache, et en blessa grièvement trois autres avant de se suicider avec l'arme à feu. Avant la tuerie de Woo Bum-Kon en 1982, cet incident était vu comme le pire massacre au monde commis par un seul individu.

## Les faits
Le soir du 20 mai, Mutsuo Toi plonge le village de Kaio dans le noir en coupant l'électricité. Dans la nuit, vers 1 h 30 du matin, il tue sa grand-mère de 76 ans en la décapitant avec une hache. Il s'attache ensuite deux lampes de poche sur la tête et entre dans les maisons du voisinage. En une heure et demie, il tue 29 personnes (27 décèderont sur le coup, et deux seront mortellement blessées et mourront de leurs blessures plus tard) et en blesse grièvement trois autres avec un Remington M11, un katana et une hache, presque la moitié des habitants du village. À l'aube, il se donne la mort en se tirant une balle dans la poitrine.

## Mutsuo Toi
Mutsuo Toi (都井 睦雄, Toi Mutsuo, 5 mars 1917 – 21 mai 1938) est né dans la préfecture d'Okayama de parents aisés qui meurent de la tuberculose alors qu'il est encore bébé. Lui et sa sœur sont donc élevés par leur grand-mère. C'est un garçon sociable mais en 1934, à 17 ans, il se replie sur lui-même à la suite du mariage de sa sœur.
Il commence à s'intéresser à l'histoire de Sada Abe, la prostituée qui, en mai 1936, étrangla son amant avant de lui couper le pénis. Il débute aussi un roman intitulé Yutokaiomaru (雄図海王丸).
Il participe à des « Yobai » (夜這い), sorties qui consistaient à se glisser la nuit sous le lit de femmes pour rechercher des relations sexuelles.
Dans son dernier message, il apparait qu'après mai 1937, atteint par la tuberculose, les jeunes femmes du village repoussèrent toutes ses avances.

## Derniers messages
Toi laisse plusieurs messages qui révèlent qu'il s'intéressait à l'impact social de la tuberculose, considérée comme incurable dans les années 1930. Il déclare que les filles du voisinage devenaient froides envers lui une fois qu'elles apprenaient sa maladie et qu'il était considéré comme un hypersexuel.
Pour se venger, il décida d'entrer chez elles et de les tuer. Il aurait attendu d'abord qu'elles rentrent dans leurs maisons. Les autorités étaient préoccupées par ce garçon et son permis de port d'arme lui fut retiré, mais il fabriqua en catimini une épée et une arme à feu.
Il regrettait de ne pas avoir tué autant de personnes qu'il le voulait, mais se considérait comme innocent dans cette affaire. Il écrivit aussi qu'il avait tué sa grand-mère car il ne voulait pas la laisser affronter la honte et la disgrâce que son geste allait susciter.